# You’re My Heart, You’re My Soul ’98
You’re My Heart, You’re My Soul ’98 – singel zapowiadający siódmy album niemieckiego zespołu Modern Talking, Back for Good. Singel został wydany 16 marca 1998 przez firmę BMG. Ta wersja jest remiksem utworu „You’re My Heart, You’re My Soul” z 1984.

## Wyróżnienia
- Platynowa płyta:
  - Niemcy[1]
  - Szwecja[1]
- Złota płyta:
  - Belgia[1]
  - Francja[1] (475 000 sprzedanych egzemplarzy)
  - Grecja[1]
  - RPA[1]

## Lista utworów
CD-Single Hansa 74321 58884 2 (BMG) 16.03.1998
| Nr | Tytuł                                                    | Długość |
| -- | -------------------------------------------------------- | ------- |
| 1  | You’re My Heart, You’re My Soul (Modern Talking Mix '98) | 3:49    |
| 2. | You’re My Heart, You’re My Soul (Classic Mix '98)        | 3:41    |

CD-Maxi Hansa 74321 57357 2 (BMG) / EAN 0743215735724	16.03.1998
| Nr | Tytuł                                                                         | Długość |
| -- | ----------------------------------------------------------------------------- | ------- |
| 1  | You’re My Heart, You’re My Soul (Modern Talking Mix '98)                      | 3:49    |
| 2. | You’re My Heart, You’re My Soul (Classic Mix '98)                             | 3:41    |
| 3  | You’re My Heart, You’re My Soul (Modern Talking Mix '98 feat. Eric Singleton) | 3:17    |
| 4. | You’re My Heart, You’re My Soul (Original Short Mix '84)                      | 3:48    |
| 5. | You’re My Heart, You’re My Soul (Original Long Mix '84)                       | 5:36    |

## Listy przebojów (1998)
| Państwo    | Najwyższe miejsce |
| ---------- | ----------------- |
| Turcja     | 1                 |
| Łotwa      | 1                 |
| Słowacja   | 1                 |
| Węgry      | 1                 |
| Argentyna  | 1                 |
| Hiszpania  | 1                 |
| Chorwacja  | 1                 |
| Albania    | 1                 |
| Peru       | 1                 |
| Izrael     | 2                 |
| Austria    | 2                 |
| Niemcy     | 2                 |
| Liban      | 2                 |
| Litwa      | 2                 |
| Francja    | 3                 |
| Czechy     | 3                 |
| Szwajcaria | 4                 |
| Grecja     | 4                 |
| Szwecja    | 6                 |
| Finlandia  | 8                 |
| Irlandia   | 8                 |
| Macedonia  | 11                |
| Hongkong   | 17                |

## Autorzy
- Muzyka: Dieter Bohlen
- Autor tekstów: Dieter Bohlen
- Wokalista: Thomas Anders
- Raper: Eric Singleton
- Producent: Dieter Bohlen
- Aranżacja: Dieter Bohlen
- Współproducent: Luis Rodriguez